# Sistar

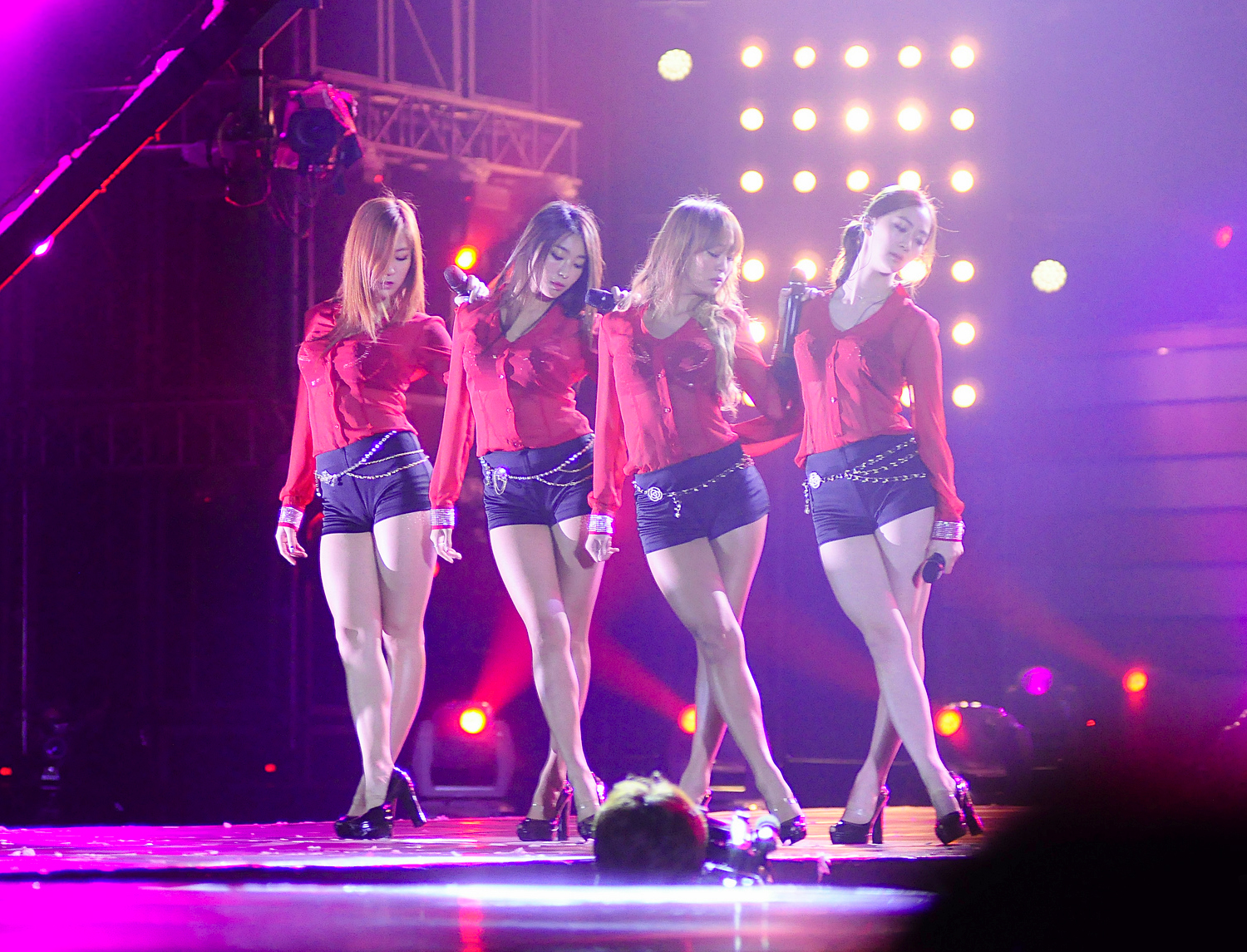
Sistar на «Music Core Concert» у Ханої, В'єтнам (29 листопада 2012).

Sistar (кор. 씨스 타, стилізовані під SISTAR) — південнокорейський дівочий гурт, утворений в 2010 році під управлінням Starship Entertainment. Учасниці гурту: Хьорін, Бора, Сою і Дасом. 3 червня 2010 року вони випустили свій дебютний сингл «Push Push» і дебютували на KBS Music Bank. Їхній дебютний альбом So Cool вийшов 9 серпня 2011. Другий альбом гурту Give It to Me вийшов 11 червня 2013. Серед найвідоміших хітів гурту «So Cool», «Alone», «Touch My Body», «Loving U» та «Give It to Me». Їхній чертвертий сингл «So Cool» дебютував на першому місці у Gaon Digital Chart та у чарті синглів Billboard Korea K-Pop Hot 100, що розпочало серію з 9 хітів номер один, яка протрималася до самого розформування гурту у 2017.
Назва фанклубу — STAR1, офіційний колір — фуксія.

## Історія

### Додебютний період
Хьорін двічі проходила прослуховування в JYP Entertainment і була прийнята з другого разу. Її дебют планувався в складі гурту разом із Чіин з Secret та Юджі з EXID, проте плани помінялись. Sistar вперше з'явилися на фотографіях в журналі Céci.

### Дебют, Sistar19 та So Cool

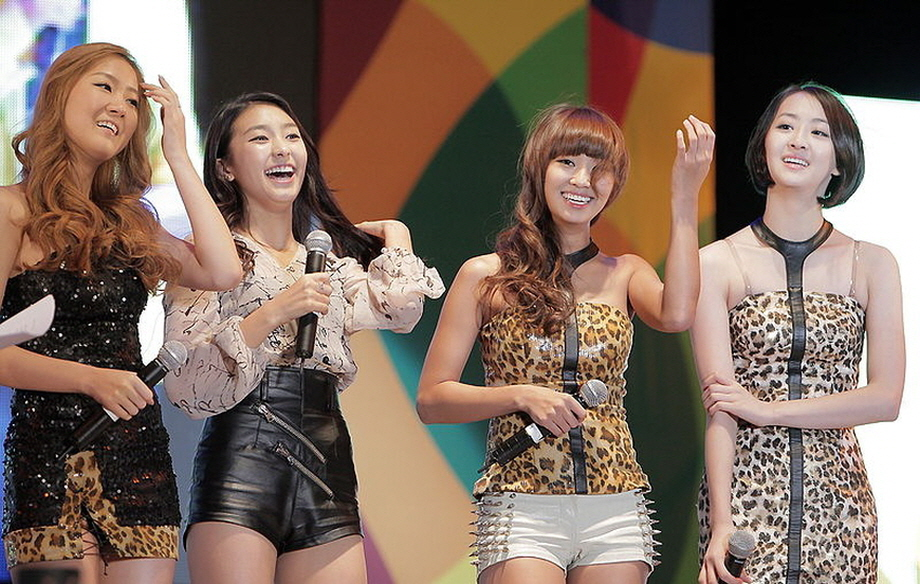
Sistar, 2011.

Гурт видав 2 сингли «Shady Girl» 25 серпня 2010 року. Трейлер був виданий 24 серпня 2010 року, а повний музичний кліп на день пізніше.
14 вересня Sistar були запрошені для роботи в Японію на «Hallyu Music Festival», як справжній корейський поп-гурт. 10 жовтня Sistar також дебютувала в Таїланді, вони виконали свої хіти «Push Push» та «Shady Girl», також узяли участь в таїландському шоу Teen Superstar.
Трейлер «How Dare You» був виданий 23 листопада, повний кліп 2 грудня. «How Dare You» зайняв № 1 в різних музичних чартах та сайтах MelOn, Mnet, Soribada, Bugs, Monkey3, Daum Music. 9 грудня 2010 року гурт узяв участь в Golden Disk Awards, де здобув премію «Дебют». 17 грудня 2010 року Sistar здобули перемогу Music Bank за пісню «How Dare You».
27 квітня 2011 року було оголошено, що в Sistar буде дебютувати підгрупа: Sistar19 з членами Хьорін та Бора. Трейлер для своєї дебютної пісні «Ma Boy» був виданий 29 квітня 2011, повне музичне відео 2 травня 2011 року. Сингл видали 3 травня.
Перший виступ Sistar19 відбувся 5 травня 2011 року на M Countdown.
31 липня стало відомо, що Sistar повернеться зі своїм першим офіційним альбомом «So Cool».
11 вересня вони перемогли на Inkigayo випередивши Davichi («Dont Say Goodbye»), Infinite («Be Mine Remix»), Dal Shabet («Bling Bling»), Nine Muses («Figaro»), G.NA («Top Girl») та CS Numbers («Crying With My Heart»).

### 2012—2017
12 травня відбувся реліз першого мініальбому гурту Alone, в нього увійшли сім треків. Також вони випустили кліп на заголовний однойменний трек альбому.
28 червня відбувся реліз спеціального літнього альбому гурту. В цей же день гурт представив кліп на однойменний заголовний трек «Loving U». Зйомки кліпу проходили на Гавайях. Крім островів, в ньому були показані відомі моделі літаків.
31 травня 2017 SISTAR офіційно завершили свій промоушен. Після довгого обговорення дійшли до згоди розформувати групу. Згідно інформації, Херін і Сою продовжать свою діяльність як соло-співачки, а Бора і Дасом займуться акторською діяльністю.[джерело?]

## Учасниці

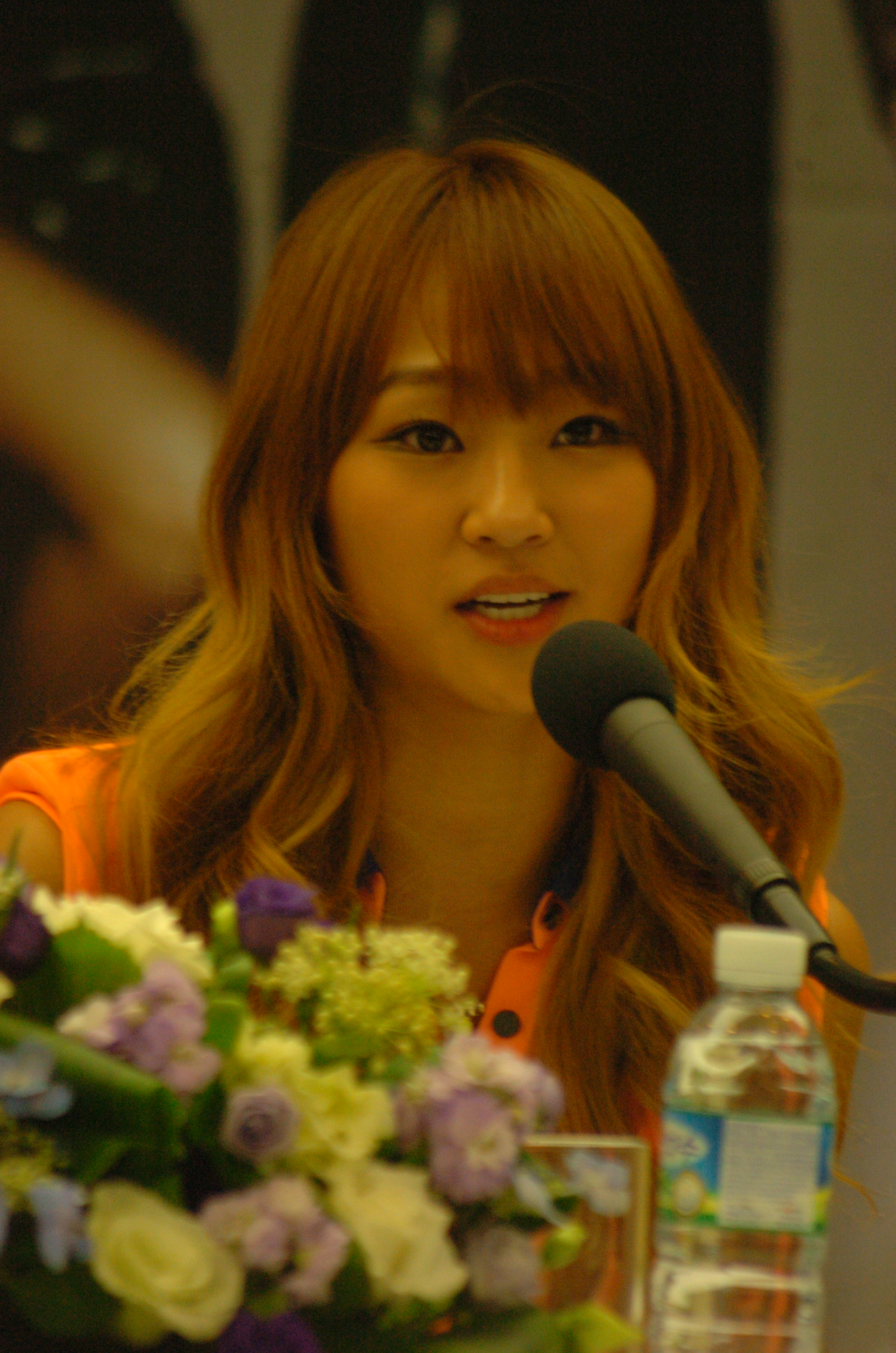
Хьорін
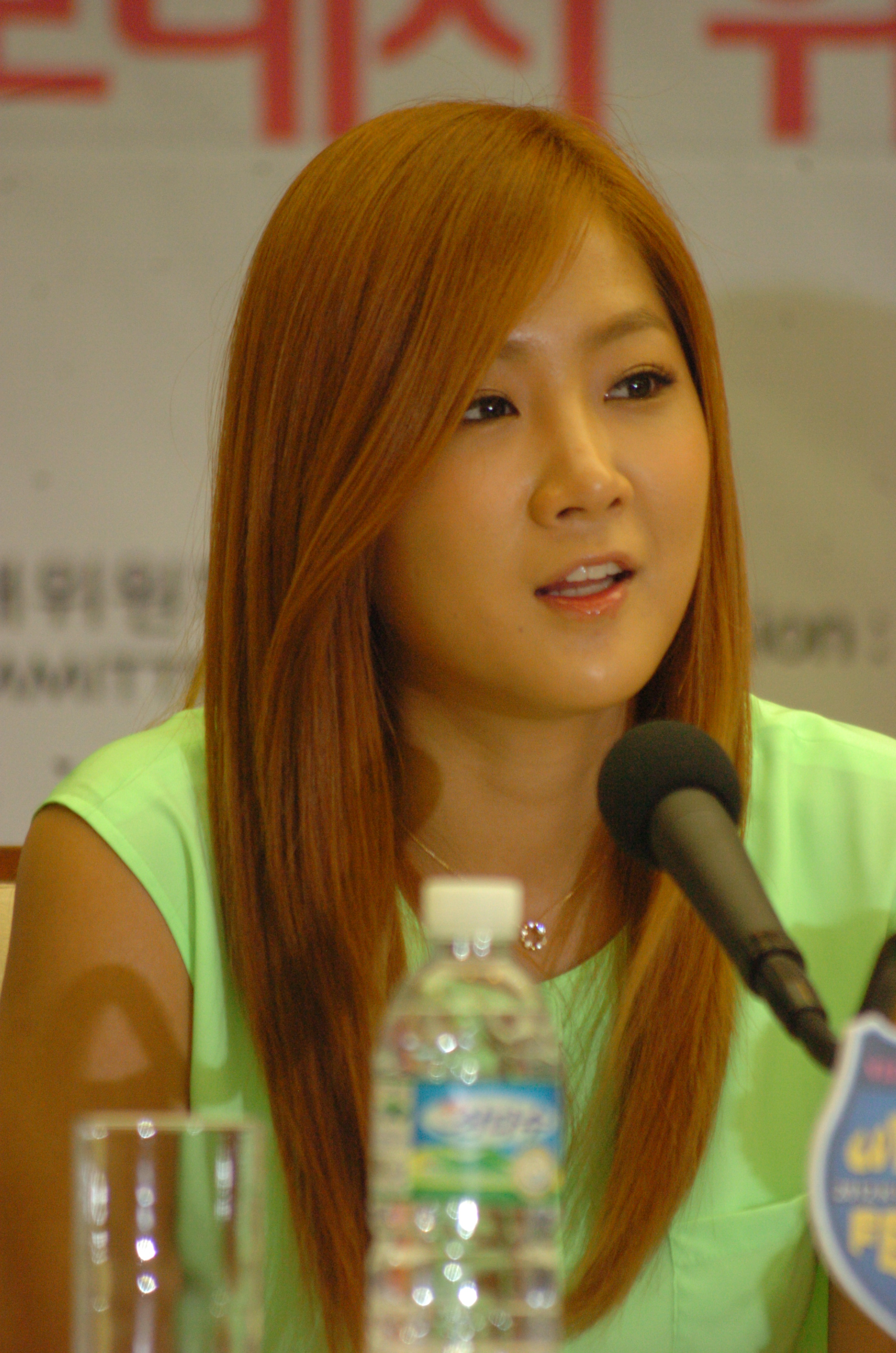
Сою
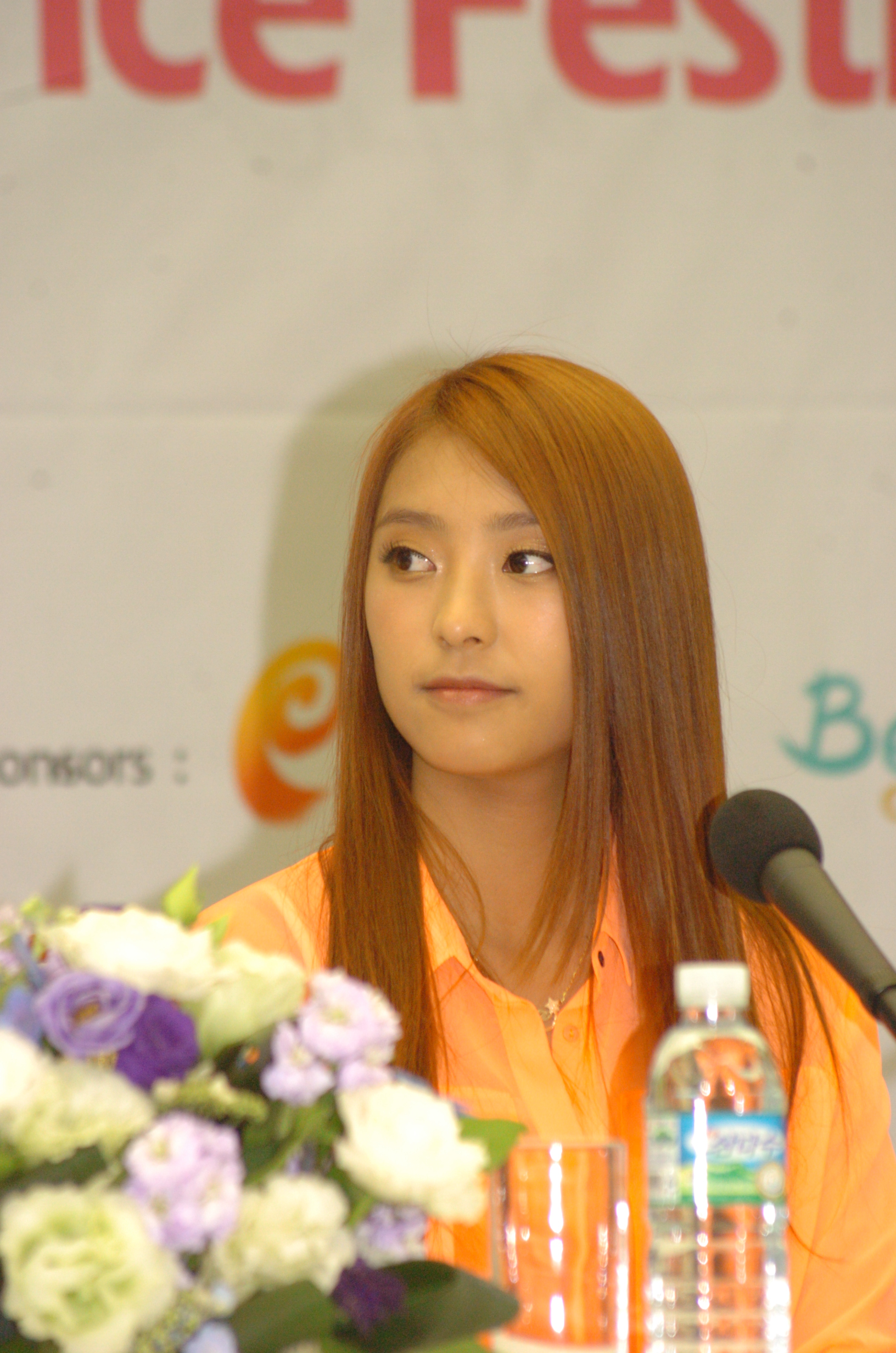
Бора
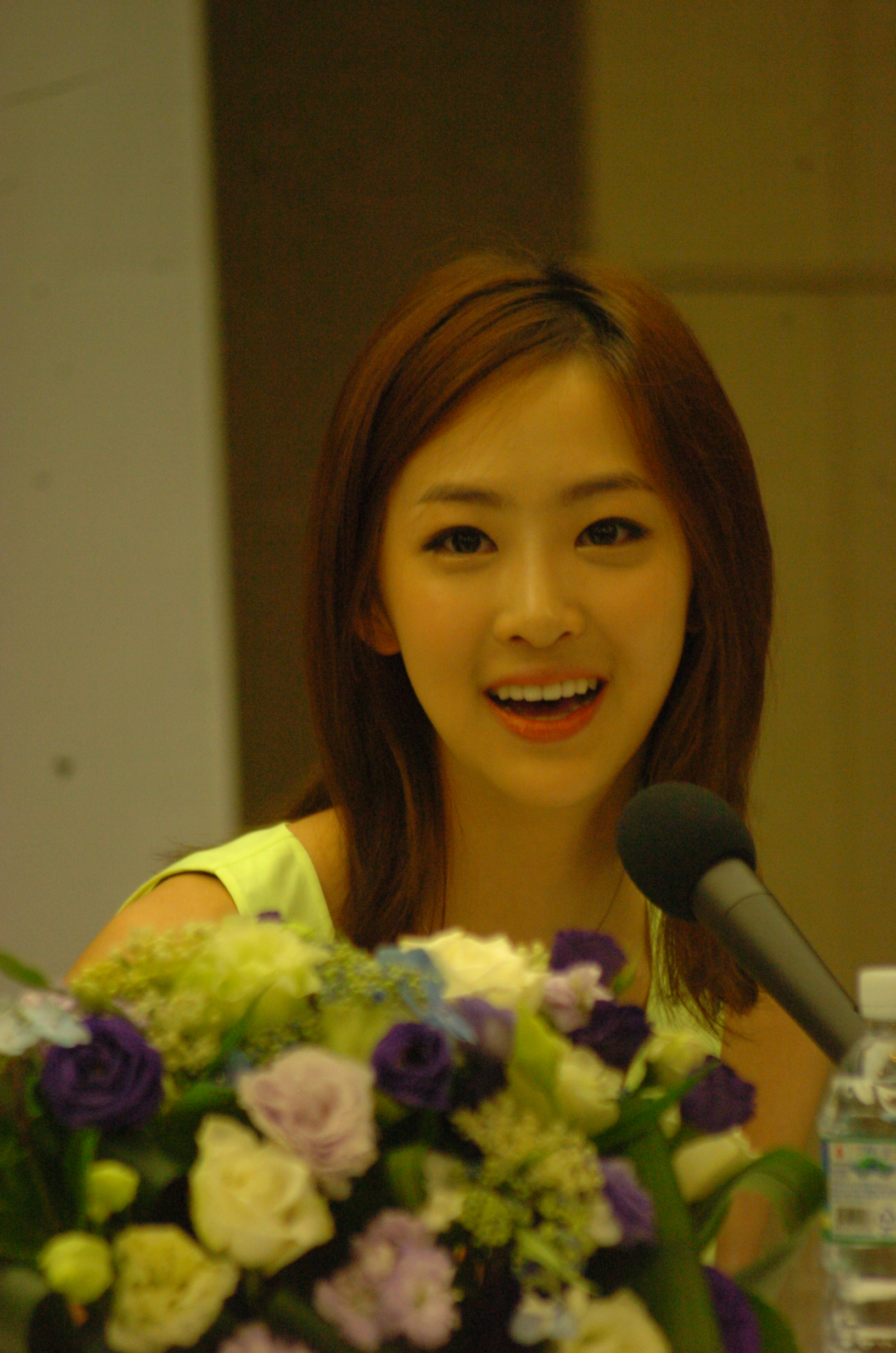
Дасом

| Сценічне ім'я | Сценічне ім'я | Сценічне ім'я | Справжнє ім'я | Справжнє ім'я | Справжнє ім'я | Дата народження          | Позиція у гурті                                         |
| Українською   | Латиницею     | Хангилем      | Українською   | Латиницею     | Хангилем      | Дата народження          | Позиція у гурті                                         |
| ------------- | ------------- | ------------- | ------------- | ------------- | ------------- | ------------------------ | ------------------------------------------------------- |
| Хьорін        | Hyorin        | 효린          | Кім Хьочон    | Kim Hyojung   | 김효정        | 11 грудня 1990 (34 роки) | Лідерка, головна вокалістка, ведуча танцівниця, реперка |
| Сою           | Soyou         | 소유          | Канг Чіхьон   | Kang Jihyun   | 강지현        | 12 лютого 1992 (33 роки) | Вокалістка                                              |
| Бора          | Bora          | 보라          | Юн Бора       | Yoon Borah    | 윤보라        | 30 січня 1990 (35 років) | Головна реперка, танцюристка                            |
| Дасом         | Dasom         | 다솜          | Кім Дасом     | Kim Da Som    | 김다솜        | 6 травня 1993 (31 рік)   | Вокалістка, макне                                       |

### Саб-юніти
Саб-юніт Sistar19 дебютував у 2011 році, до складу увійшли Хьорін та Бора. Вони випустили свій перший сингл «Ma Boy» у травні 2011. Другий сингл «Gone Not Around Any Longer» разом з однойменним мініальбомом вийшов у 31 січня 2013.

## Дискографія
- So Cool (2011)
- Give It to Me (2013)

## Концерти та тури
- 2012: Femme Fatale
- 2013: Live Concert: S
- 2014: Live Concert: S — Hong Kong

## Фільмографія

### Телевізійні серіали
| Рік  | Назва                             | Нотатки                                      | Епізоди | Прим.  |
| ---- | --------------------------------- | -------------------------------------------- | ------- | ------ |
| 2011 | Sistar & Leeteuk's Hello Baby     | Виховання 15-ти місячної дитини, Кім Кю Міна |         | [ 9 ]  |
| 2014 | Midnight in Hong Kong with Sistar | Y-STAR спеціальна трансляція                 |         | [ 10 ] |
| 2015 | Sistar Showtime                   |                                              | 1–8     | [ 11 ] |

## Нагороди та номінації
Загалом Sistar мають 44 нагороди та 73 номінації за весь час своєї кар'єри.